# 植狡蛛
植狡蛛（学名：Dolomedes plantarius）为盗蛛科狡蛛属的动物。分布于欧洲以及中国大陆的新疆等地。该物种的模式产地在欧洲。